# اچ‌ام‌اس بوریاس (۱۷۵۷)
اچ‌ام‌اس بوریاس (۱۷۵۷) (به انگلیسی: HMS Boreas (1757)) یک کشتی بود که طول آن ۱۱۸ فوت ۵ ۱⁄۲ اینچ (۳۶٫۱ متر) بود. این کشتی در سال ۱۷۵۷ ساخته شد.